# Compétition de factorisation RSA
La compétition de factorisation RSA fut une compétition mise en avant par la société RSA Security jusqu'en mai 2007. Mise en place le 18 mars 1991, son but était d'encourager la recherche dans la théorie calculatoire des nombres et dans la difficulté pratique de la mise en facteurs de grands entiers. Ils publièrent une liste de nombres semi-premiers connus comme les nombres RSA dotés d'une récompense financière pour les factorisations réussies pour certains d'entre eux. Le plus petit d'entre eux, un nombre à 100 chiffres décimaux, appelé RSA-100, fut factorisé en quelques jours, mais beaucoup de nombres plus grands n'ont pas encore été factorisés et sont supposés le rester pendant encore plusieurs dizaines d'années.

## Utilité
Cette compétition n'était pas seulement intéressante du point de vue de la théorie des nombres, mais aussi d'un sens très pratique — comme trouver une solution est plus ou moins la même chose que de casser une clé publique RSA. L'algorithme de clé publique RSA est une pierre angulaire de beaucoup de protocoles cryptologiques — incluant certains utilisés par les systèmes financiers. Les progrès de cette compétition donnaient une indication pour savoir la taille des clés encore sûres, et pour combien de temps. Comme les laboratoires RSA sont un fournisseur de produits basé sur l'algorithme RSA, la compétition était utilisée par eux comme un stimulant pour la communauté pour attaquer le noyau de leurs solutions — entre autres pour prouver sa force.

## Les compétitions RSA
| Compétition | Prix        | Statut    | Date de factorisation | Par                                        |
| ----------- | ----------- | --------- | --------------------- | ------------------------------------------ |
| RSA-576     | USD 10 000  | Factorisé | 3 décembre 2003       | J. Franke et al.                           |
| RSA-640     | USD 20 000  | Factorisé | 2 novembre 2005       | F. Bahr et al.                             |
| RSA-704     | USD 30 000  | Annulé    | 2 juillet 2012        | Shi Bai, Emmanuel Thomé et Paul Zimmermann |
| RSA-768     | USD 50 000  | Factorisé | 15 janvier 2010       | Divers organismes                          |
| RSA-896     | USD 75 000  | Annulé    | —                     | —                                          |
| RSA-1024    | USD 100 000 | Annulé    | —                     | —                                          |
| RSA-1536    | USD 150 000 | Annulé    | —                     | —                                          |
| RSA-2048    | USD 200 000 | Annulé    | —                     | —                                          |